# Газиабад
Газиабад (хинди ग़ाज़ियाबाद, англ. Ghaziabad) — город на западе индийского штата Уттар-Прадеш, административный центр одноимённого округа.

## География
Находится в 19 км к востоку от Дели и в 46 км к юго-западу от города Мератх. Абсолютная высота — 209 метров над уровнем моря. Город расположен в 2,5 км от реки Хиндон (приток реки Джамна).

## Население
По данным на 2013 год численность населения составляет 1 784 166 человек.
Динамика численности населения города по годам:
| 1991    | 2001    | 2013      |
| ------- | ------- | --------- |
| 542 992 | 968 256 | 1 784 166 |

## Экономика
Это один из крупных индустриальных городов Северной Индии, развита прежде всего металлообрабатывающая и электронная промышленность.